# Massalcoreig
Massalcoreig  (spanisch Masalcoreig) ist eine katalanische Gemeinde (Municipio) mit 584 Einwohnern (Stand: 2024) in der Provinz Lleida im Nordosten Spaniens. Sie ist Teil der Comarca Segrià. 

## Geographie
Massalcoreig liegt etwa 32 Kilometer südwestlich vom Stadtzentrum von Lleida in einer Höhe von ca. 260 m. Der Segre begrenzt die Gemeinde im Süden.

## Einwohnerentwicklung
| 1900 | 1930 | 1950 | 1970 | 1981 | 1991 | 2001 | 2011 | 2021 |
| ---- | ---- | ---- | ---- | ---- | ---- | ---- | ---- | ---- |
| 617  | 862  | 823  | 793  | 717  | 669  | 624  | 581  | 599  |

## Sehenswürdigkeiten
- Bartholomäuskirche
- Klosterruine Santa María de Escarpe

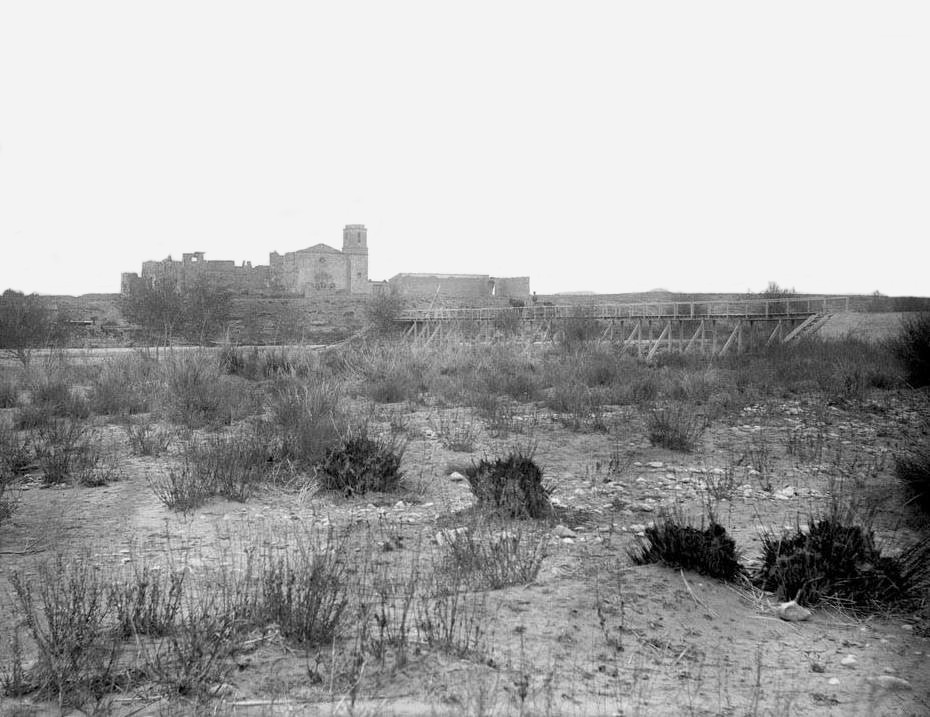
Klosterruine